# Brunklöver
Brunklöver (Trifolium spadiceum) är en art i klöversläktet. Blomställningen hos denna lilla klöver är inte rund, som hos vitklöver och rödklöver, utan avlång. Dess storlek är ungefär 1 cm hög och 6 mm i diameter. Den är brun med gul topp för att senare bli helt brun. 